# Матт, Марио
Ма́рио Матт (нем. Mario Matt, род. 9 апреля 1979 года, Флирш) — австрийский горнолыжник, олимпийский чемпион 2014 года в слаломе, трёхкратный чемпион мира, многократный победитель этапов Кубка мира, многократный чемпион Австрии. Специализировался в слаломе.
Старший брат серебряного призёра Олимпийских игр 2010 года по ски-кроссу и чемпиона мира 2009 года Андреаса Матта. Ещё один младший брат Марио Михаэль (род. 1993) — горнолыжник, олимпийский чемпион 2022 года в командном первенстве.

## Карьера

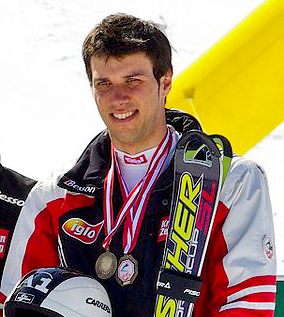
Матт в 2008 году

В Кубке мира Матт дебютировал 21 декабря 1999 года, в январе 2000 года впервые в своей карьере одержал победу на этапе Кубка мира. Всего одержал 15 побед на этапах Кубка мира: 14 в слаломе и 1 в комбинации. Лучшим достижением в общем зачёте Кубка мира  для Матта стало 5-е место в сезоне 2006/07.
На Олимпиаде 2006 года в Турине стал 34-м в комбинации, кроме того стартовал в слаломе, но не добрался до финиша.
На Олимпийских играх 2014 года в Сочи завоевал золотую медаль в слаломе на 0,28 секунды обойдя своего партнёра по команде Марселя Хиршера, в других дисциплинах участия не принимал. Матт стал самым возрастным олимпийским чемпионом в истории горнолыжного спорта. В 2018 году этот рекорд у Матта отобрал норвежец Аксель Лунд Свиндаль, который выиграл золото в скоростном спуске в возрасте 35 лет и 2 месяцев.
За свою карьеру принимал участие в восьми чемпионатах мира, на которых завоевал три золотые, одну серебряную и одну бронзовую медали, особенно успешно выступил на чемпионате мира 2007 года, где завоевал две золотые медали.
Использовал лыжи производства фирмы Blizzard.
Объявил о завершении карьеры в марте 2015 года.

## Результаты на крупнейших соревнованиях

### Зимние Олимпийские игры
| Олимпийские игры    | Скоростной спуск         | Супергигант              | Гигантский слалом        | Слалом                   | Комбинация               |
| ------------------- | ------------------------ | ------------------------ | ------------------------ | ------------------------ | ------------------------ |
| 2002 Солт-Лейк-Сити | не выступал из-за травмы | не выступал из-за травмы | не выступал из-за травмы | не выступал из-за травмы | не выступал из-за травмы |
| 2006 Турин          | —                        | —                        | —                        | DNF                      | 34                       |
| 2014 Сочи           | —                        | —                        | —                        | 1                        | —                        |

### Чемпионаты мира
| Чемпионаты мира  | Скоростной спуск | Супергигант | Гигантский слалом | Слалом | Комбинация |
| ---------------- | ---------------- | ----------- | ----------------- | ------ | ---------- |
| 2001 Санкт-Антон | —                | —           | —                 | 1      | 2          |
| 2003 Санкт-Мориц | —                | —           | —                 | DNF    | —          |
| 2005 Бормио      | —                | —           | —                 | DNF    | 11         |
| 2007 Оре         | —                | —           | —                 | 1      | 11         |
| 2009 Валь-д’Изер | —                | —           | —                 | DNF    | —          |
| 2011 Гармиш      | —                | —           | —                 | 4      | —          |
| 2013 Шладминг    | —                | —           | —                 | 3      | —          |
| 2015 Бивер Крик  | —                | —           | —                 | DNF    | —          |

### Победы на этапах Кубка мира (15)
| №  | Сезон   | Дата        | Место               | Дисциплина      |
| -- | ------- | ----------- | ------------------- | --------------- |
| 1  | 1999/00 | 23 янв 2000 | Кицбюэль            | Слалом          |
| 2  | 1999/00 | 9 мар 2000  | Шладминг            | Слалом (2)      |
| 3  | 2000/01 | 19 дек 2000 | Мадонна-ди-Кампильо | Слалом (3)      |
| 4  | 2001/02 | 26 ноя 2001 | Аспен               | Слалом (4)      |
| 5  | 2004/05 | 13 мар 2005 | Ленцерхайде         | Слалом (5)      |
| 6  | 2006/07 | 14 янв 2007 | Венген              | Суперкомбинация |
| 7  | 2006/07 | 25 фев 2007 | Гармиш-Партенкирхен | Слалом (6)      |
| 8  | 2006/07 | 4 мар 2007  | Краньска-Гора       | Слалом (7)      |
| 9  | 2007/08 | 6 янв 2008  | Адельбоден          | Слалом (8)      |
| 10 | 2007/08 | 22 янв 2008 | Шладминг            | Слалом (9)      |
| 11 | 2007/08 | 17 фев 2008 | Загреб              | Слалом (10)     |
| 12 | 2008/09 | 14 мар 2009 | Оре                 | Слалом (11)     |
| 13 | 2010/11 | 27 фев 2011 | Банско              | Слалом (12)     |
| 14 | 2010/11 | 6 мар 2011  | Краньска-Гора       | Слалом (13)     |
| 15 | 2013/14 | 15 дек 2013 | Валь-д’Изер         | Слалом (14)     |

## Интересные факты
- Владеет баром Krazy Kanguruh («Сумасшедший кенгуру») для отдыха после катания на лыжах, где его можно часто найти. Когда Марио в баре, он помогает за барной стойкой.